# George Mara
George Edward Mara (Toronto, 12 december 1921 - Cleveland, 30 augustus 2006) was een Canadees ijshockeyer. 
Mara was gedurende de Tweede Wereldoorlog luitenant in de Royal Canadian Navy.
Een aanbod om namens de Detroit Red Wings in de National Hockey League te gaan spelen wees Mara van de hand.
Mara was aanvoerder van de Canadese ploeg tijdens de Olympische Winterspelen 1948. In acht wedstrijden maakte Mara zeventien doelpunten.
Mede dankzij Mara zijn zeventien doelpunten won de Canadese ploeg de gouden medaille.
Mara was betrokken bij het Canadian Olympic Committee en zijn werktrein was vooral fondswerving. Vanwege deze werkzaamheden werd Mara in 1976 onderscheiden als lid in de Orde van Canada.